# Socotá
Socotá là một thị xã và đô thị ở Departamento của Colombia Boyacá, thuộc tỉnh Valderrama một phân vùng của Boyaca.